# 아님 졸라
아님 졸라(Arnim Zola)는 마블 코믹스가 발행하는 만화책의 등장인물로, 잭 커비에 의해 만들어졌다. 생화학 전문가로 캡틴 아메리카와 어벤저스의 적으로 등장한다. 2011년 영화 《퍼스트 어벤져》와 2014년 속편 《캡틴 아메리카: 윈터 솔져》에서 토비 존스가 연기하였다.